# 科克斯豪森
科克斯豪森是德国莱茵兰-普法尔茨州的一个市镇。总面积3.81平方公里，总人口110人，其中男性55人，女性55人（2011年12月31日），人口密度29人/平方公里。